# Młoda Polska (obraz Jacka Malczewskiego)
Młoda Polska, Portret Mieczysława Gąseckiego, Portret p. M. Gąseckiego – obraz olejny namalowany przez Jacka Malczewskiego w roku 1917. Znajduje się w zbiorach Muzeum Narodowego w Krakowie (nr inw.: MNK II-b-1019). Wymiary obrazu to: wysokość: 87,5 cm, szerokość: 65 cm. Obraz posiada podpis w dolnym, prawym rogu: "1917 J. Malczewski".

## Opis obrazu
Młoda Polska – ukazuje młodego, eleganckiego, wystrojonego w fantazyjny strój polski mężczyznę, o którego pasji kolekcjonerskiej świadczy trzymany w rękach majolikowy wazon. Portretowany, ukazany na tle sztalug malarskich i zawieszonego kościotrupa, intrygująco kojarzy się z malarstwem Arnolda Böcklina i jego Autoportretem ze śmiercią grającą na skrzypcach. Na obrazie widzimy Mieczysława Gąseckiego, zwanego Goniem. Gąsecki był konserwatorem i kolekcjonerem sztuki, którego artysta obdarzał bezwzględnym zaufaniem, a on „Cały dzień poświęcał panu Malczewskiemu – jak zanotowała Michalina Janoszanka – przyprowadzał z pracowni do domu, zajmował się ramami, blejtramami, farbami, pędzlami – słowem – wszystkim”. Pod koniec życia Malczewski upoważnił nawet Gąseckiego do dysponowania jego pracami.

## Udział w wystawach
- Życie w błędnym kole - twórczość Jacka i Rafała Malczewskich, 2018-04-27 - 2018-08-05; Muzeum Okręgowe w Nowym Sączu Instytucja Kultury Województwa Małopolskiego
- Malarze Młodej Polski, 2018-10-12 - 2018-12-02; Samorządowe Centrum Kultury w Mielcu
- Jacek Malczewski - rodzinnie, 2001-10-25 - 2002-02-28; Muzeum w Stargardzie Szczecińskim
- Jacek Malczewski (1854 - 1929). W 150. rocznicę urodzin i 75. rocznicę śmierci, 2004-09-19 - 2005-03-06; Muzeum im. Jacka Malczewskiego w Radomiu
- Zawsze Młoda! Polska sztuka około 1900, 2012-09-26 - 2013-09-29; Krystyna Kulig-Janarek
- Zawsze Młoda! Polska sztuka około 1900, 2015-10-29 - 2016-01-31; Krystyna Kulig-Janarek, Bogusław Ruśnica, Muzeum Narodowe w Krakowie
- Jacek Malczewski, prace z kolekcji Muzeum Narodowego w Krakowie, z cyklu: "Arcydzieła polskiego malarstwa", 2017-04-28 - 2017-06-25; Muzeum Ziemi Lubuskiej
- Jacek Malczewski w obrazach mniej znanych, 2007-05-18 - 2007-06-21; Muzeum Okręgowe w Rzeszowie Muzeum Rejestrowane
- Jacek Malczewski w obrazach mniej znanych / II edycja, 2007-07-01 - 2008-08-30; Muzeum w Jarosławiu, Kamienica Orsettich
- Jacek Malczewski w obrazach mniej znanych / III edycja, 2007-09-16 - 2007-11-18; Muzeum Kresów w Lubaczowie[1]